# Elz
Elz település Németországban, Hessen tartományban. Lakosainak száma 8028 fő (2023. december 31.).

## Népesség
A település népességének változása:
| Lakosok száma | 8190 | 8155 | 7896 | 7949 | 8028 |
|               | 2017 | 2019 | 2021 | 2022 | 2023 |